# Ловец (област Стара Загора)
Вижте пояснителната страница за други значения на Ловец.
Ловец е село в Южна България. То се намира в община Стара Загора, област Стара Загора. Разположено е в Тракийската равнина между градовете Стара Загора, Чирпан и Димитровград.Традиционният празник на селото е 21.09. - църковен празник Рождество на Пресвета Богородица или Малка Богородица.

## География
Разположено е почти в центъра на богатата Тракийска равнина. Полетата са равни и плодородни. Покрай селото минава река Арпадере (33 km), която е ляв приток на река Марица.  Същата извира на 1,7 km североизточно от селото. Има и два микроязовира. Площ на селото: 16 кв. км.
От праисторически времена тук хората са се занимавали със земеделие и скотовъдство.

## История
В ранни времена, преди 2-3 хил.год. пр.н.е. тези земи са обитавани от траки. За това, свидетелства намерена случайно ценна находка. Експонатът е в НАИМ-БАН – колан с ловни мотиви. Представлява дълъг 31 см сегмент от сребърен колан с позлата, датиран от края на V в. пр. Хр. Местен майстор изкусно е изобразил два бягащи един срещу друг глигана, разделени от три лотосови цвята. На втори план са двама конници, които ловуват глиганите, подпомагани от по един коленичил зад всеки от тях воин с лък. Под конника вляво има бягащо куче, а под този вдясно – шлем.
Хоризонталната лента е с куки в двата края, за които се е прикачвал кожен ремък. Ловът на глиган е основна иконографска форма на ценностното изпитание на тракийския герой, което той преминава, за да стане цар. Разгръща се около „дървото на живота“, стилизирано по източен маниер като три лотосови цвята. Възможно е участието на двамата ловци да означава състезание за престола, в което победител ще бъде конникът с щит, който вече е улучил животното, докато загубата на другия е маркирана от падналия на земята под коня шлем. След тях земите са обитавани от византийци.
Новото селище се оформя след 1700 година, наричат го Авджи – Дуванджии, т.е „ловци – соколи“. По време на османското владичество в района е имало три чифлика, най-големият – на Ахмед Емин, страстен ловджия. Той имал сокол, който споделял излетите му. Наричали го Авджи доганджи  – Ловец със сокол. От него е и името на Ловец.
Между 1906 г. и  1954 г. това село се е наричало Ловеч, поради досадна печатна грешка. През 1954 г. е възстановено настоящото му име – Ловец.
През 1870 година селото вече е имало училище, имало изграден комитет под ръководството на Иван Желязков, Златан Тончев и Велчо Петров.
Църквата му е построена през 1912 г. и носи името „Света Богородица“.

Жителите му са участвали при превземането на Одрин по време на Първата световна, както и в Отечествената война. Някои от тях са загинали по бойните полета в Сърбия и Унгария.
През 1970 г. селото е наброявало близо 1000 човека, те са били винаги патриоти и родолюбци. Много от тях са участвали и загинали за освобождението на България от османско владичество. 
През Балканските войни 1912-1918 г. от селото са загинали 20 човека: Иван Сандев, Лечо Лечев, Желязко Колев, Нейчо Златев,Теню Колев, Тоню Димов, Бочо Йонков, Димо Димов, Димо Тенев, Желязко Денев, Иван Генов, Иван Петков, Йовчо Димов, Косю Косев, Мильо Тенев, Митьо Дуков, Нейко Стоилов, Никола Гинев, Рахни Стоянов, Теньо Иванов.
По известни родове в село Ловец са: Енчолар, Гешолар, Дуколар, Бръмбаците, Гущерята, Бежанците - българи от Одринска Тракия и Гърция.
Околийски управители на село Ловец от 1879 г. до 1944 г. са: Енчо Маринов, Матьо Малев, Марин Енчев, Добри Нейков, Иван Желязков, Зафир Донев, Тончо Ненов, Каню Канев, Таньо Пейков, Теньо Манев, Куньо Неделчев, Неделчо Кунев.
Кметове на село Ловец от 1944 г. до днес са: Диньо Семов, Тоньо Пенев, Иван Стойчев, Желязко Матев, Лечо Сивов, Тина Семова, Никола Пенев, Диньо Ганчев, Теньо Петков, Славка Генова, Татяна Димитрова, Таня Георгиева.